# Ein Dorf wehrt sich
Ein Dorf wehrt sich, Untertitel: Das Geheimnis von Altaussee, ist ein deutsch-österreichischer Spielfilm aus dem Jahr 2019 von Gabriela Zerhau mit Fritz Karl, Brigitte Hobmeier und Harald Windisch. Die Premiere erfolgte am 29. Juni 2019 im Rahmen des Filmfests München in der Reihe Neues Deutsches Fernsehen. Ende Oktober 2019 wurde der Film bei den Biberacher Filmfestspielen gezeigt. Die Erstausstrahlung im ORF war am 11. Dezember 2019. Auf Arte wurde der Film am 10. Januar 2020 gezeigt, im ZDF am 30. Dezember 2020 zur Hauptsendezeit.

## Handlung
Der Historienfilm spielt in den letzten Tagen des Zweiten Weltkrieges. Die Alliierten rücken immer näher, in Altaussee herrschen aber noch die Nationalsozialisten.
Im Bergungsort Salzbergwerk Altaussee wird Raubkunst für das geplante Führermuseum in Linz eingelagert. Bergleute des Salzbergwerkes Altaussee, darunter Josef Rottenbacher, schleppen bewacht von Soldaten Skulpturen und Gemälde in die Stollen. Rottenbacher versucht sich aus allem herauszuhalten und hofft auf das Ende des Krieges. Im Gegensatz dazu versorgen sein Freund Franz Mitterjäger und dessen Frau Elsa, die Rottenbacher Feigheit vorwirft, heimlich im Gebirge Deserteure und Partisanen. Obwohl sie dabei sehr vorsichtig sind, erregen sie die Aufmerksamkeit der Geheimen Staatspolizei. Rottenbacher kann seinen Freund Mitterjäger zwar noch warnen, dieser wird auf der Flucht aber erschossen. Nachdem die Nationalsozialisten ein Begräbnis verweigern, holen Rottenbacher und Elsa den Leichnam, die Dorfbewohner schließen sich an und Franz bekommt ein würdiges Begräbnis.
Vor der Kapitulation ordnet Gauleiter August Eigruber die Sprengung der Stollen an. Damit die Kunstwerke nicht den herannahenden Feinden in die Hände fallen, sollen sie zerstört werden. Allerdings leisten die Bergarbeiter, angeführt von Rottenbacher, aktiven Widerstand, nicht zuletzt, weil die Zerstörung des Bergwerks auch ihre Existenzgrundlage vernichten würde. Unterstützung erhalten sie dabei von Gestapo-Chef Ernst Kaltenbrunner, im Gegenzug erwartet er von den Ausseern, dass sie bei den Amerikanern ein gutes Wort für ihn einlegen. Die Bergleute stellen sich gemeinsam mit den Partisanen dem Sprengkommando entgegen, um die Zerstörung des Bergwerks und damit der Kunstwerke zu verhindern. Sie lagern die für die Sprengung vorgesehenen Fliegerbomben aus den Stollen aus und sprengen den Eingang zu den Stollen.

## Produktion

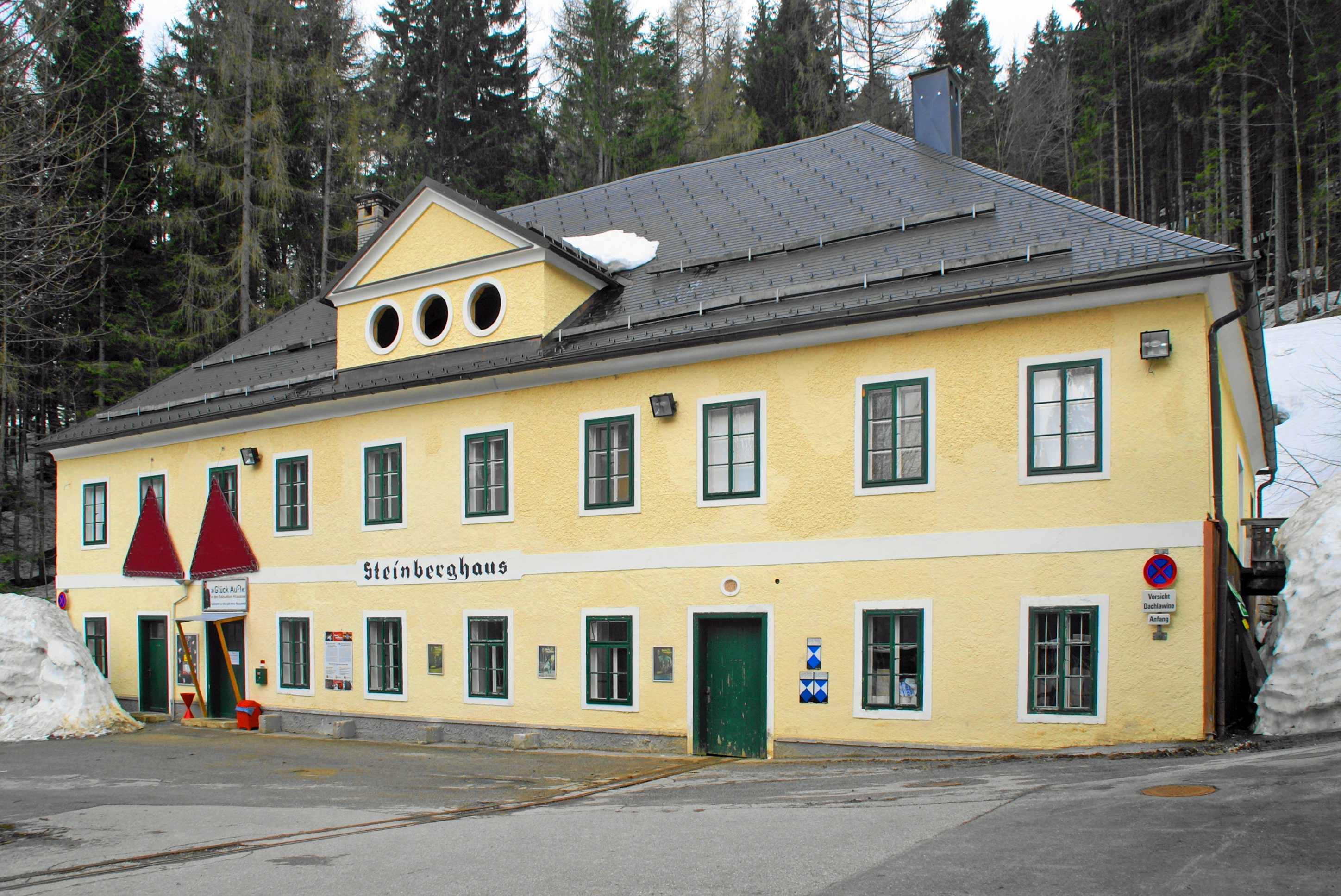
Einer der Drehorte: das Knappenhaus „Steinberghaus“ am Stolleneingang zum Bergungsort Salzbergwerk Altaussee

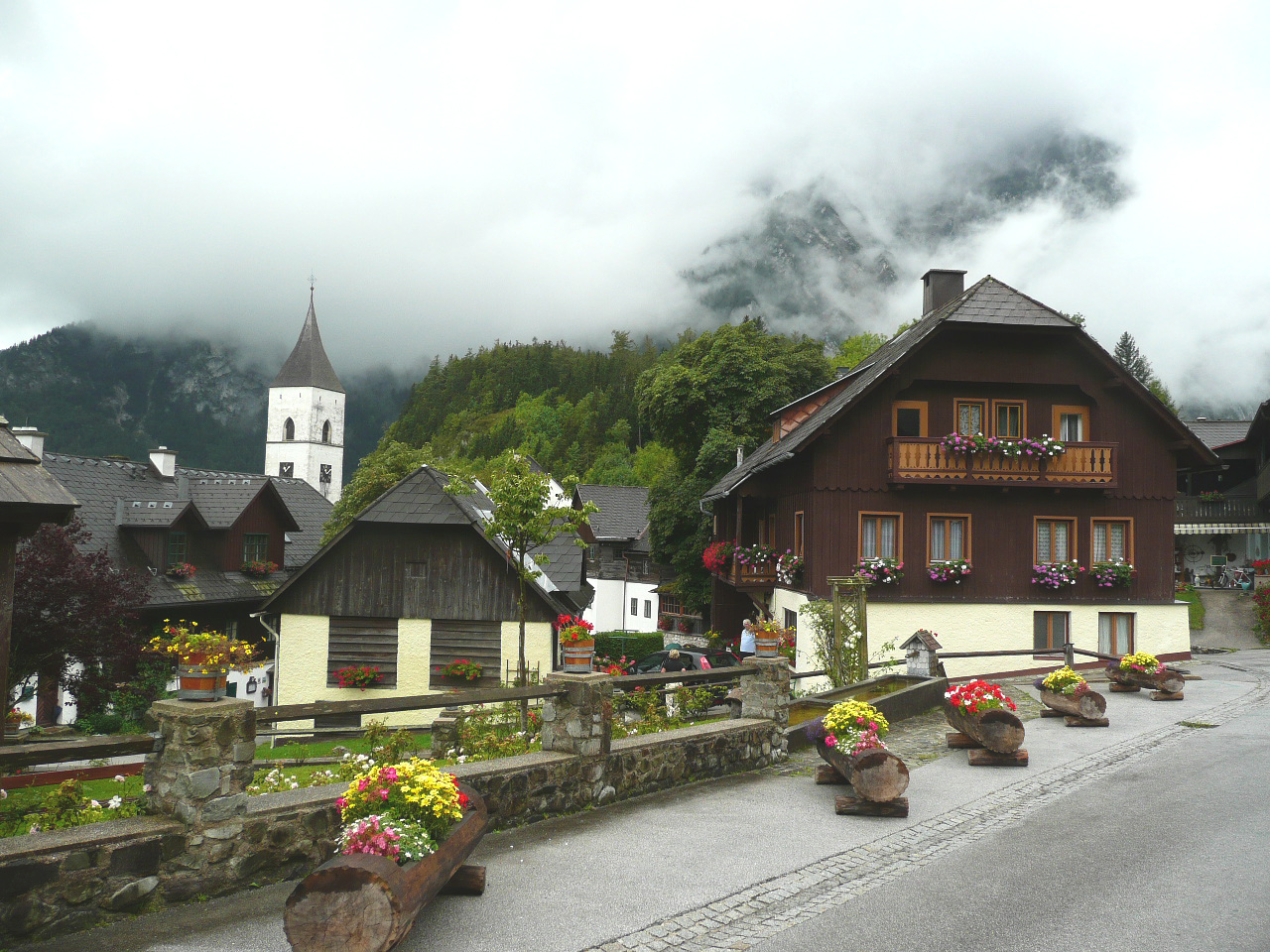
Einer der Drehorte: Pürgg

Die Dreharbeiten fanden vom 8. März bis zum 24. April 2018 statt. Drehorte waren Pürgg, Altaussee und Umgebung sowie München.
Produziert wurde der Film von der deutschen Hager Moss Film GmbH, Koproduzent war die österreichische Mona Film. Beteiligt waren der Österreichische Rundfunk, das ZDF und Arte, unterstützt wurde die Produktion vom Fernsehfonds Austria, dem FilmFernsehFonds Bayern und Cinestyria Filmcommission and Fonds.
Für den Ton zeichnete Thomas Szabolcs verantwortlich, für das Szenenbild Bertram Reiter, für die Kostüme Monika Hinz und für die Maske Nanni Gebhardt-Seele, Tatjana Krauskopf und Aurora Hummer.

## Rezeption
Eric Leimann befand im Weser Kurier, dass es ein wenig schade sei, dass der vielleicht interessanteste Teil der Geschichte lediglich in den letzten Minuten angerissen wird. „Als die Alliierten in Altaussee einmarschiert waren und echte Widerstandskämpfer von jenen trennen wollten, die sich nur als solche ausgaben, darunter viele langjährig überzeugte Nazis, trafen sie auf ein Dorf, das angeblich zu 100 Prozent in Opposition zum alten Regime stand.“
Thomas Gehringer schrieb auf tittelbach.tv, dass der Film nicht Österreich für seinen Widerstand feiern wolle, sondern im Gegenteil die „stillen Helden“, die später noch im eigenen Land als Verräter galten. Gabriela Zerhau bette die tatsächlichen Ereignisse in eine berührende und spannende Geschichte über den Irrsinn der letzten Tage der NS-Herrschaft und über den Mut, den es kostet, sich gegen Gewaltherrschaft aufzulehnen.
Die Erstausstrahlung im ORF am 11. Dezember 2019 wurde von bis zu 843.000 und durchschnittlich 727.000 Sehern verfolgt, der Marktanteil lag bei 25 Prozent.

## Auszeichnungen und Nominierungen
Romyverleihung 2020
- Nominierung in der Kategorie Beste Produktion TV-Fiction (Anja Föringer, Kristen Hager, Thomas Hroch, Gerald Podgornig)[11]
- Nominierung in der Kategorie Beste Regie TV-Fiction (Gabriela Zerhau)

New York Festivals TV & Film Awards 2020
- Gold-Award in der Kategorie Entertainment Program: Drama[12]

Deutscher Fernsehpreis 2020
- Nominierung in der Kategorie Bester Fernsehfilm[13]

52. Fernsehpreis der Österreichischen Erwachsenenbildung
- Auszeichnung in der Kategorie Fernsehfilm (Gabriela Zerhau, Regie und Drehbuch; Julia Sengstschmid, ORF-Redaktion)[14][15][16]

Fernsehpreis der Deutschen Akademie für Fernsehen 2020
- Nominierung in der Kategorie Musik (Dominik Giesriegl)[17]